# Sankt-Marien-Kirche (Isfahan)
Die Sankt-Marien-Kirche ist eine historische armenisch-apostolische Kirche in der iranischen Stadt Isfahan.

## Geschichte
Im 17. Jahrhundert hatten die Armenier im Dschulfa-Viertel nur eine kleine Kirche, die Hakup-Kirche. Diese war die älteste des Viertels. Die Zunahme der armenischen Bevölkerung in Isfahan führte zu Platzmangel. Dekorationen waren darin nicht enthalten. Da selbst vom Platzmangel betroffen, entschied sich Chadsche Avdik, ein bedeutender Kaufmann für Seidenprodukte während der Ära Abbas I., eine weitere Kirche zu bauen. Diese dekorierte er  zudem mit Lichtern, goldenen und silbernen Kronleuchtern, wertvollen Leinwänden und Malereien. Er baute die Kirche auf eigene Rechnung und nannte sie die Sankt-Marien-Kirche. Chadsche Avdik wurde nach seinem Tod in der Kirche begraben. Auch wurden zwei große Malereien, Werke venezianischen Künstler, in die Kirche eingebracht, nachdem sie von einem armenischen Kaufmann in Europa gekauft und der Kirche geschenkt worden waren.